# Kannon (album)
Kannon è il settimo album in studio del gruppo musicale statunitense Sunn O))), pubblicato nel 2015 dalla Southern Lord Records.

## Tracce
1. Kannon 1 – 12:50
2. Kannon 2 – 9:10
3. Kannon 3 – 11:26

## Formazione
- Stephen O'Malley – basso, chitarra
- Greg Anderson – basso, chitarra